# TCR Italy Touring Car Championship 2020
La stagione 2020 del TCR Italy Touring Car Championship è la quarta edizione del campionato organizzato dall'ACI. È iniziata il 19 luglio all'Autodromo internazionale del Mugello ed è terminata il 22 novembre all'Autodromo Enzo e Dino Ferrari di Imola. Salvatore Tavano, su CUPRA Leon Competición TCR, si è aggiudicato il titolo piloti assoluto e il titolo piloti Under-25. Michele Imberti, su CUPRA Leon Competición TCR, si è invece aggiudicato il titolo piloti con vetture equipaggiate con cambio DSG, mentre la BF Motorsport si è aggiudicata il titolo scuderie.

## Scuderie e piloti
| Scuderia                              | Vettura                    | #  | Pilota               | Gare      |
| ------------------------------------- | -------------------------- | -- | -------------------- | --------- |
| South Italy Racing Team               | Opel Astra TCR             | 2  | Andrea Argenti       | 1-2, 4, 6 |
| Scuderia del Girasole by CUPRA Racing | CUPRA Leon Competición TCR | 3  | Simone Pellegrinelli | 1-6       |
| Scuderia del Girasole by CUPRA Racing | CUPRA Leon Competición TCR | 4  | Salvatore Tavano     | 1-6       |
| Scuderia del Girasole by CUPRA Racing | CUPRA Leon Competición TCR | 28 | Federico Paolino     | 5-6       |
| Scuderia del Girasole by CUPRA Racing | CUPRA Leon Competición TCR | 96 | Mikel Azcona         | 6         |
| Scuderia del Girasole by CUPRA Racing | CUPRA TCR                  | 6  | Raffaele Gurrieri    | 1-4, 6    |
| Scuderia del Girasole by CUPRA Racing | CUPRA TCR                  | 19 | Eric Scalvini        | 2-4       |
| Scuderia del Girasole by CUPRA Racing | CUPRA TCR                  | 21 | Nicola Guida         | 1-6       |
| Elite Motorsport                      | CUPRA Leon Competición TCR | 8  | Nicola Baldan        | 6         |
| Elite Motorsport                      | Volkswagen Golf GTI TCR    | 24 | Gennaro Manolio      | 2         |
| Elite Motorsport                      | Volkswagen Golf GTI TCR    | 26 | Francesco Savoia     | 1         |
| Elite Motorsport                      | CUPRA TCR                  | 44 | Michele Imberti      | 1-6       |
| Race Lab                              | Audi RS3 LMS TCR           | 9  | Matteo Poloni        | 1-6       |
| PMA Motorsport                        | Hyundai i30 N TCR          | 11 | Felice Jelmini       | 1-6       |
| PMA Motorsport                        | CUPRA TCR                  | 94 | Riccardo Ruberti     | 1-2       |
| AKK Stefanovski                       | Hyundai i30 N TCR          | 14 | Igor Stefanovski     | 3-6       |
| BF Motorsport                         | Audi RS3 LMS TCR           | 16 | Ronnie Valori        | 5         |
| BF Motorsport                         | Audi RS3 LMS TCR           | 68 | Eric Brigliadori     | 1-6       |
| BF Motorsport                         | Audi RS3 LMS TCR           | 69 | Francesca Raffaele   | 1-4       |
| Gretaracing Motorsport XEO Group      | Opel Astra TCR             | 18 | Nello Nataloni       | 2, 4      |
| Gretaracing Motorsport XEO Group      | Audi RS3 LMS TCR           | 26 | Francesco Savoia     | 2-4       |
| B.D. Racing                           | CUPRA TCR                  | 23 | Fabio Antonello      | 1-3       |
| B.D. Racing                           | CUPRA TCR                  | 25 | Alessandro Giardelli | 1-2       |
| B.D. Racing                           | Honda Civic TCR            | 28 | Federico Paolino     | 1-3       |
| MM Motorsport                         | Honda Civic Type R TCR     | 24 | Jonathan Giacon      | 5-6       |
| MM Motorsport                         | Honda Civic Type R TCR     | 25 | Alessandro Giardelli | 3-5       |
| MM Motorsport                         | Honda Civic Type R TCR     | 63 | Franco Girolami      | 1-2       |
| MM Motorsport                         | Honda Civic Type R TCR     | 64 | Massimiliano Mugelli | 1-4       |
| MM Motorsport                         | Honda Civic Type R TCR     | 65 | Jacopo Guidetti      | 3-6       |
| MM Motorsport                         | Honda Civic Type R TCR     | 95 | Ibragim Akhmadov     | 6         |
| MM Motorsport                         | Honda Civic TCR            | 72 | Alessio Caiola       | 4         |
| Team Perodi                           | Volkswagen Golf GTI TCR    | 29 | Massimiliano Pezzuto | 4         |
| Proteam Racing                        | Volkswagen Golf GTI TCR    | 43 | Riccardo Romagnoli   | 1-6       |
| CRM Motorsport                        | Hyundai i30 N TCR          | 47 | Ettore Carminati     | 1-5       |
| Target Competition                    | Hyundai i30 N TCR          | 67 | Marco Pellegrini     | 1-6       |
| Target Competition                    | Hyundai i30 N TCR          | 69 | Francesca Raffaele   | 5-6       |
| Cappellari Reparto Corse              | Volkswagen Golf GTI TCR    | 76 | Daniele Cappellari   | 2         |
| Trico WRT                             | Hyundai i30 N TCR          | 81 | Damiano Reduzzi      | 1, 3, 5-6 |
| Volcano Motorsport                    | CUPRA TCR                  | 85 | Evgenij Leonov       | 6         |
| RC Motorsport                         | Volkswagen Golf GTI TCR    | 92 | Carlotta Fedeli      | 1-4       |
| Team Aggressive Italia                | Hyundai i30 N TCR          | 93 | Mauro Guastamacchia  | 1-5       |

## Calendario
| Gara | Gara | Circuito                               | Data         |
| ---- | ---- | -------------------------------------- | ------------ |
| 1    | G1   | Autodromo internazionale del Mugello   | 18 luglio    |
| 1    | G2   | Autodromo internazionale del Mugello   | 19 luglio    |
| 2    | G3   | Misano World Circuit Marco Simoncelli  | 1 agosto     |
| 2    | G4   | Misano World Circuit Marco Simoncelli  | 2 agosto     |
| 3    | G5   | Autodromo Enzo e Dino Ferrari di Imola | 29 agosto    |
| 3    | G6   | Autodromo Enzo e Dino Ferrari di Imola | 30 agosto    |
| 4    | G7   | Autodromo di Vallelunga                | 19 settembre |
| 4    | G8   | Autodromo di Vallelunga                | 20 settembre |
| 5    | G9   | Autodromo nazionale di Monza           | 7 novembre   |
| 5    | G10  | Autodromo nazionale di Monza           | 8 novembre   |
| 6    | G11  | Autodromo Enzo e Dino Ferrari di Imola | 21 novembre  |
| 6    | G12  | Autodromo Enzo e Dino Ferrari di Imola | 22 novembre  |

## Risultati e classifiche

### Gare
| Gara | Circuito   | Pole position    | Giro veloce      | Pilota vincitore | Scuderia vincitrice                   |
| ---- | ---------- | ---------------- | ---------------- | ---------------- | ------------------------------------- |
| 1    | Mugello    | Eric Brigliadori | Felice Jelmini   | Salvatore Tavano | Scuderia del Girasole by CUPRA Racing |
| 2    | Mugello    |                  | Felice Jelmini   | Damiano Reduzzi  | Trico WRT                             |
| 3    | Misano     | Felice Jelmini   | Eric Brigliadori | Eric Brigliadori | BF Motorsport                         |
| 4    | Misano     |                  | Felice Jelmini   | Eric Brigliadori | BF Motorsport                         |
| 5    | Imola      | Felice Jelmini   | Felice Jelmini   | Felice Jelmini   | PMA Motorsport                        |
| 6    | Imola      |                  | Damiano Reduzzi  | Damiano Reduzzi  | Trico WRT                             |
| 7    | Vallelunga | Eric Brigliadori | Eric Brigliadori | Eric Brigliadori | BF Motorsport                         |
| 8    | Vallelunga |                  | Eric Brigliadori | Igor Stefanovski | AKK Stefanovski                       |
| 9    | Monza      | Eric Brigliadori | Eric Brigliadori | Jonathan Giacon  | MM Motorsport                         |
| 10   | Monza      |                  | Eric Brigliadori | Jonathan Giacon  | MM Motorsport                         |
| 11   | Imola      | Jacopo Guidetti  | Mikel Azcona     | Mikel Azcona     | Scuderia del Girasole by CUPRA Racing |
| 12   | Imola      |                  | Mikel Azcona     | Mikel Azcona     | Scuderia del Girasole by CUPRA Racing |

### Classifiche

#### Classifica piloti
Sistema di punteggio
| Posizione | 1° | 2° | 3° | 4° | 5° | 6° | 7° | 8° | 9° | 10° | 11° | 12° | 13° | 14° | PP | GV |
| --------- | -- | -- | -- | -- | -- | -- | -- | -- | -- | --- | --- | --- | --- | --- | -- | -- |
| P.ti      | 25 | 20 | 18 | 15 | 12 | 10 | 8  | 7  | 6  | 5   | 4   | 3   | 2   | 1   | 1  | 1  |

| Pos. | Pilota               | MUG | MUG | MIS | MIS | IMO | IMO | VAL | VAL | MNZ | MNZ | IMO | IMO | Punti |
| ---- | -------------------- | --- | --- | --- | --- | --- | --- | --- | --- | --- | --- | --- | --- | ----- |
| 1    | Salvatore Tavano     | 1   | 20  | 3   | 4   | 5   | 2   | 3   | Rit | 3   | 3   | 7   | 5   | 164   |
| 2    | Eric Brigliadori     | 18  | 7   | 2   | 1   | 2   | 13  | 1   | 10  | 6   | 2   | Rit | 2   | 160   |
| 3    | Felice Jelmini       | 3   | 16  | 1   | 3   | 1   | 7   | 4   | Rit | 2   | Rit | 3   | Rit | 154   |
| 4    | Marco Pellegrini     | 2   | 3   | 4   | 2   | 20  | 8   | 6   | 4   | 7   | Rit | 11  | 18† | 117   |
| 5    | Jacopo Guidetti      |     |     |     |     | 4   | 4   | 5   | 3   | DSQ | DNS | 4   | 3   | 94    |
| 6    | Damiano Reduzzi      | Rit | 1   |     |     | 2   | 1   |     |     | 9   | Rit | Rit | 8   | 84    |
| 7    | Michele Imberti      | 4   | Rit | 7   | 7   | 7   | 5   | 9   | 6   | Rit | 9   | 13  | 14  | 76    |
| 8    | Alessandro Giardelli | 9   | 5   | 21  | 22  | 11  | Rit | 2   | 2   | 8   | 12  |     |     | 72    |
| 10   | Mauro Guastamacchia  | 8   | 6   | 12  | 10  | 8   | 9   | 11  | 8   | 5   | 6   |     |     | 72    |
| 11   | Jonathan Giacon      |     |     |     |     |     |     |     |     | 1   | 1   | 2   | Rit | 70    |
| 9    | Ettore Carminati     | 7   | 4   | 5   | 5   | 18  | 6   | Rit | 5   | Rit | DNS |     |     | 69    |
| 12   | Igor Stefanovski     |     |     |     |     | Rit | 3   | 7   | 1   | 14  | Rit | 6   | 10  | 67    |
| 13   | Francesca Raffaele   | 5   | Rit | 10  | 11  | 22  | 16  | 13  | Rit | 12  | 4   | 9   | 7   | 54    |
| 14   | Mikel Azcona         |     |     |     |     |     |     |     |     |     |     | 1   | 1   | 52    |
| 15   | Matteo Poloni        | 6   | 9   | Rit | 14  | 12  | 11  | 16  | 13  | 15  | 7   | 12  | 13  | 39    |
| 16   | Eric Scalvini        |     |     | 5   | 9   | 6   | 10  | 24  |     |     |     |     |     | 31    |
| 17   | Franco Girolami      | 19  | 2   | 22  | 6   |     |     |     |     |     |     |     |     | 30    |
| 18   | Simone Pellegrinelli | 21  | Rit | 8   | Rit | 9   | 14  | 23  | 9   | Rit | Rit | 10  | 11  | 29    |
| 19   | Ronnie Valori        |     |     |     |     |     |     |     |     | 4   | 5   |     |     | 27    |
| 20   | Francesco Savoia     | Rit | 12  | 9   | 8   | 10  | Rit | 20  |     |     |     |     |     | 21    |
| 21   | Andrea Argenti       | 12  | 8   | Rit | 13  |     |     | 10  | Rit |     |     | Rit | 12  | 20    |
| 22   | Ibragim Akhmadov     |     |     |     |     |     |     |     |     |     |     | 5   | 9   | 18    |
| 24   | Eugeny Leonov        |     |     |     |     |     |     |     |     |     |     | 8   | 6   | 17    |
| 23   | Riccardo Romagnoli   | 13  | 13  | 14  | 18  | 13  | 18  | 19  | 12  | 13  | 11  | 14  | 16  | 17    |
| 26   | Nicola Baldan        |     |     |     |     |     |     |     |     |     |     | 15  | 4   | 15    |
| 25   | Federico Paolino     | 16  | 17  | 13  | 15  | 15  | 20  | 22  | 14  | 10  | 8   | Rit | 15  | 15    |
| 27   | Massimiliano Mugelli | 20  | 11  | 23  | Rit | 14  | 12  | 8   | Rit |     |     |     |     | 15    |
| 28   | Alessio Caiola       |     |     |     |     |     |     | 12  | 7   |     |     |     |     | 11    |
| 31   | Nicola Guida         | 15  | 18  | 19  | 23  | 21  | 17  | 15  | 16  | 11  | 10  | 16  | 17  | 9     |
| 29   | Carlotta Fedeli      | 11  | 10  | 15  | 16  | 17  | 21  | 18  | Rit |     |     |     |     | 9     |
| 30   | Daniele Cappellari   |     |     | 10  | 12  |     |     | 21  | 17† |     |     |     |     | 9     |
| 32   | Raffaele Gurrieri    | 10  | 15  | 17  | 19  | 16  | 19  | 17  | 15  |     |     |     |     | 5     |
| 33   | Massimiliano Pezzuto |     |     |     |     |     |     | 14  | 11  |     |     |     |     | 5     |
| 34   | Fabio Antonello      | 14  | 14  | 16  | 17  | 19  | 15  |     |     |     |     |     |     | 2     |
| 35   | Riccardo Ruberti     | 17  | 19  | Rit | 20  |     |     |     |     |     |     |     |     | 0     |
| 36   | Nello Nataloni       |     |     | 18  | 24  |     |     |     |     |     |     |     |     | 0     |
| 37   | Gennaro Manolio      |     |     | 20  | 21  |     |     |     |     |     |     |     |     | 0     |
| -    | Massimiliano Danetti |     |     |     |     |     |     |     |     | DNS | DNS |     |     | -     |
| Pos. | Pilota               | MUG | MUG | MIS | MIS | IMO | IMO | VAL | VAL | MNZ | MNZ | IMO | IMO | Punti |

| Colore  | Risultato             |
| ------- | --------------------- |
| Oro     | Vincitore             |
| Argento | 2º posto              |
| Bronzo  | 3º posto              |
| Verde   | Finito a punti        |
| Blu     | Finito senza punti    |
| Viola   | Ritirato (Rit)        |
| Viola   | Non classificato (NC) |
| Rosso   | Non qualificato (NQ)  |
| Nero    | Squalificato (SQ)     |
| Bianco  | Non partito (NP)      |
| Bianco  | Non ha gareggiato     |
| Bianco  | Infortunato (INF)     |
| Bianco  | Escluso (ES)          |
| Bianco  | Gara cancellata (C)   |